# Джерело Конькове
Джерело́ Конько́ве — гідрологічна пам'ятка природи місцевого значення. Розташована в Бойківському районі Донецької області біля села Конькове. Статус пам'ятки природи присвоєно рішенням Донецького обласного виконкому № 26 11 січня 1978 року.
Площа — 0,01 га. Джерело утворене підземними водами, які витікають із сарматських вапняків. У джерела 12 витоків. Щороку під час святкування Хрещення Господнього православна церква освячує воду у джерелі і проводить хресний хід біля джерела.
Свято-Преображенський храм, побудований в 1846 році, розташований у селі Конькове. Серед його святинь — камінь із відбитком стопи Богородиці, мироточні ікони і джерело Богородичне за 600 м від церкви. До джерельної купальні постійно їдуть сотні людей. Джерело відоме лікувальною силою. Його насичують підземні води сарматських вапняків, яким понад 13 мільйонів років. Сюди приїжджають із найближчих районів України та Росії. Водоймище має в діаметрі 3-4 м, неглибоке, дно застелене целофаном, який притиснутий каменями. До купальні веде вхід через дерев'яну роздягальню. Температура води в будь-яку пору року — + 10 °C.

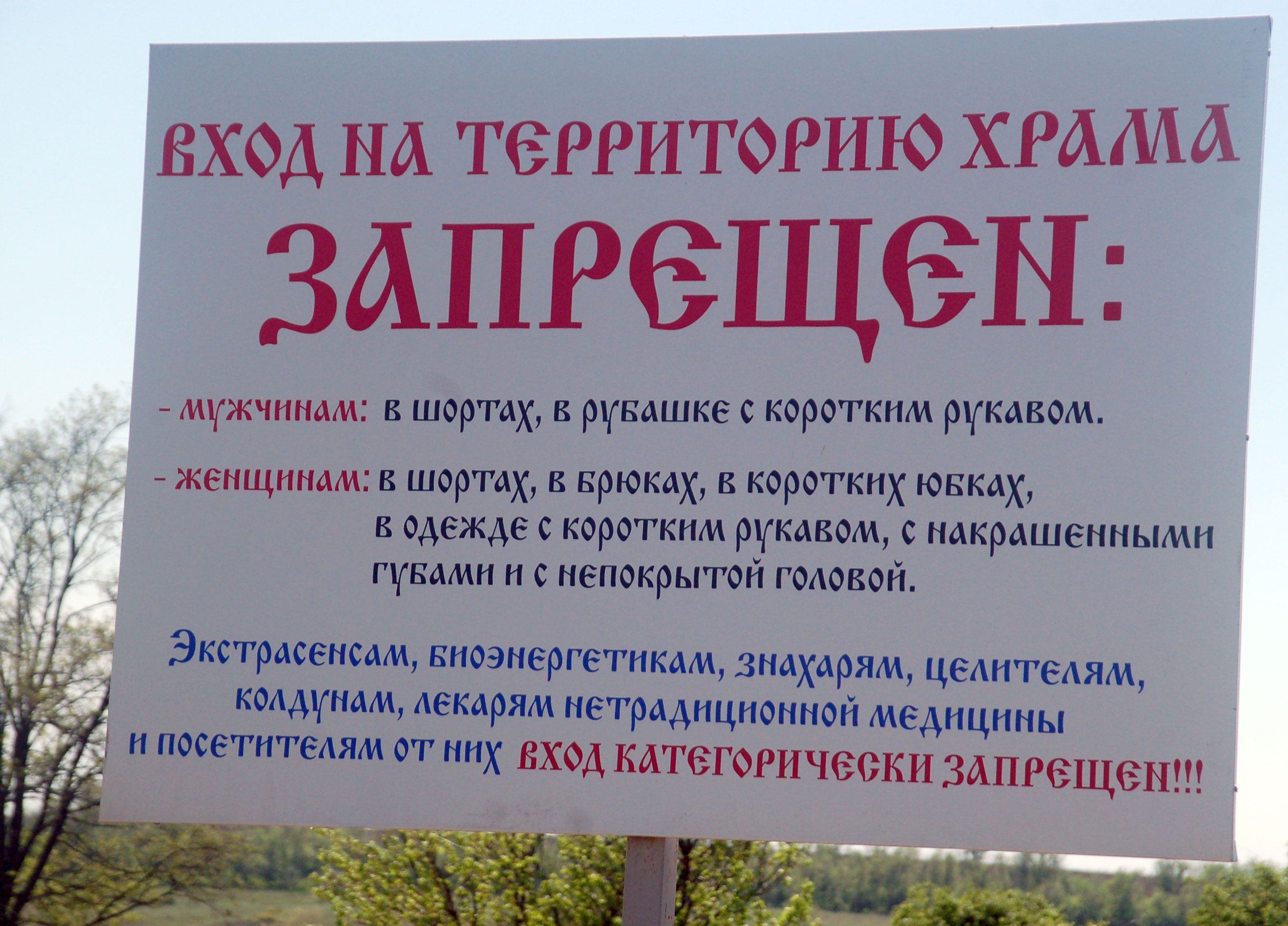
Правила відвідування
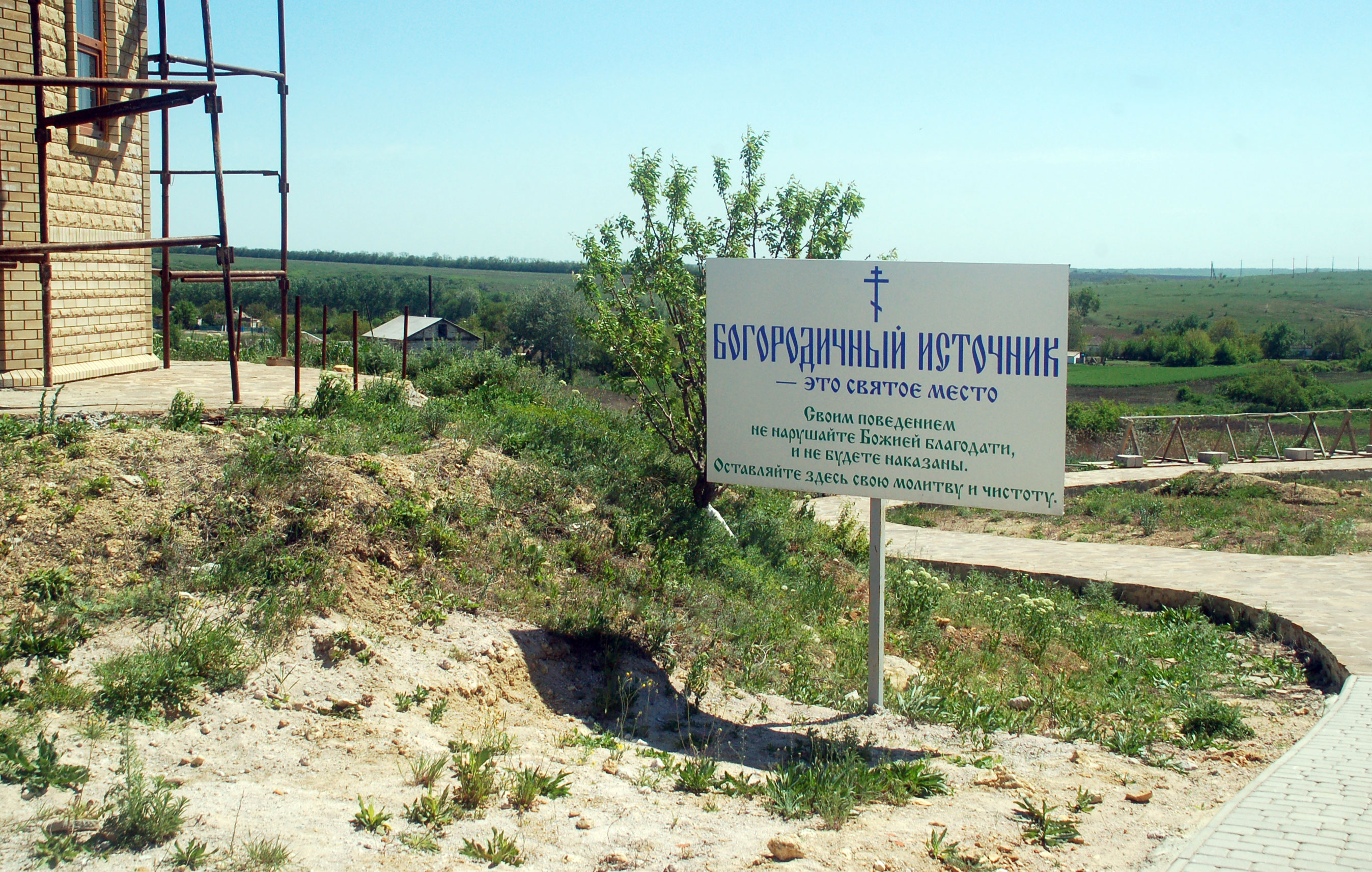
Звернення до відвідувачів
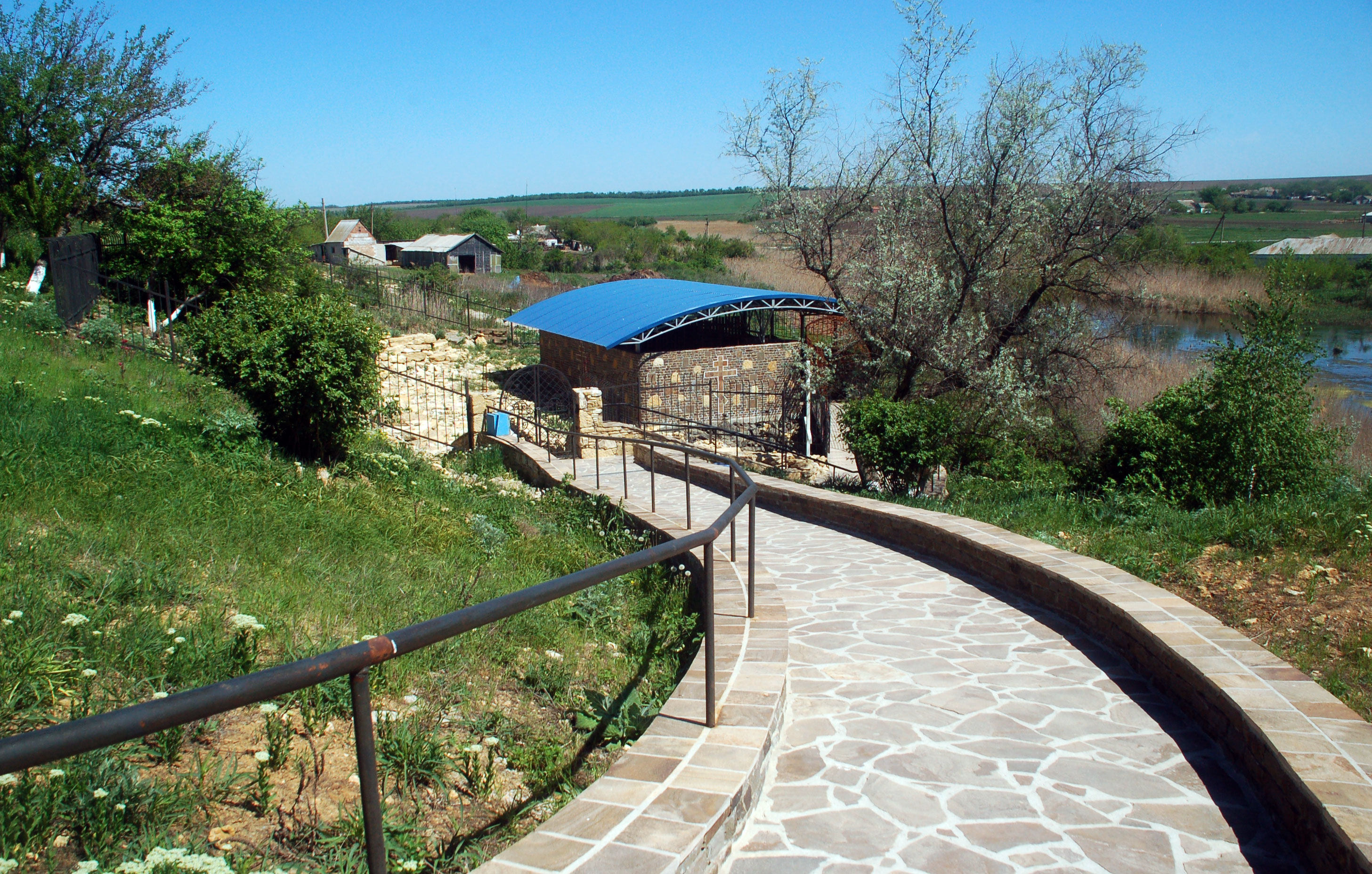
Стежка до купелі
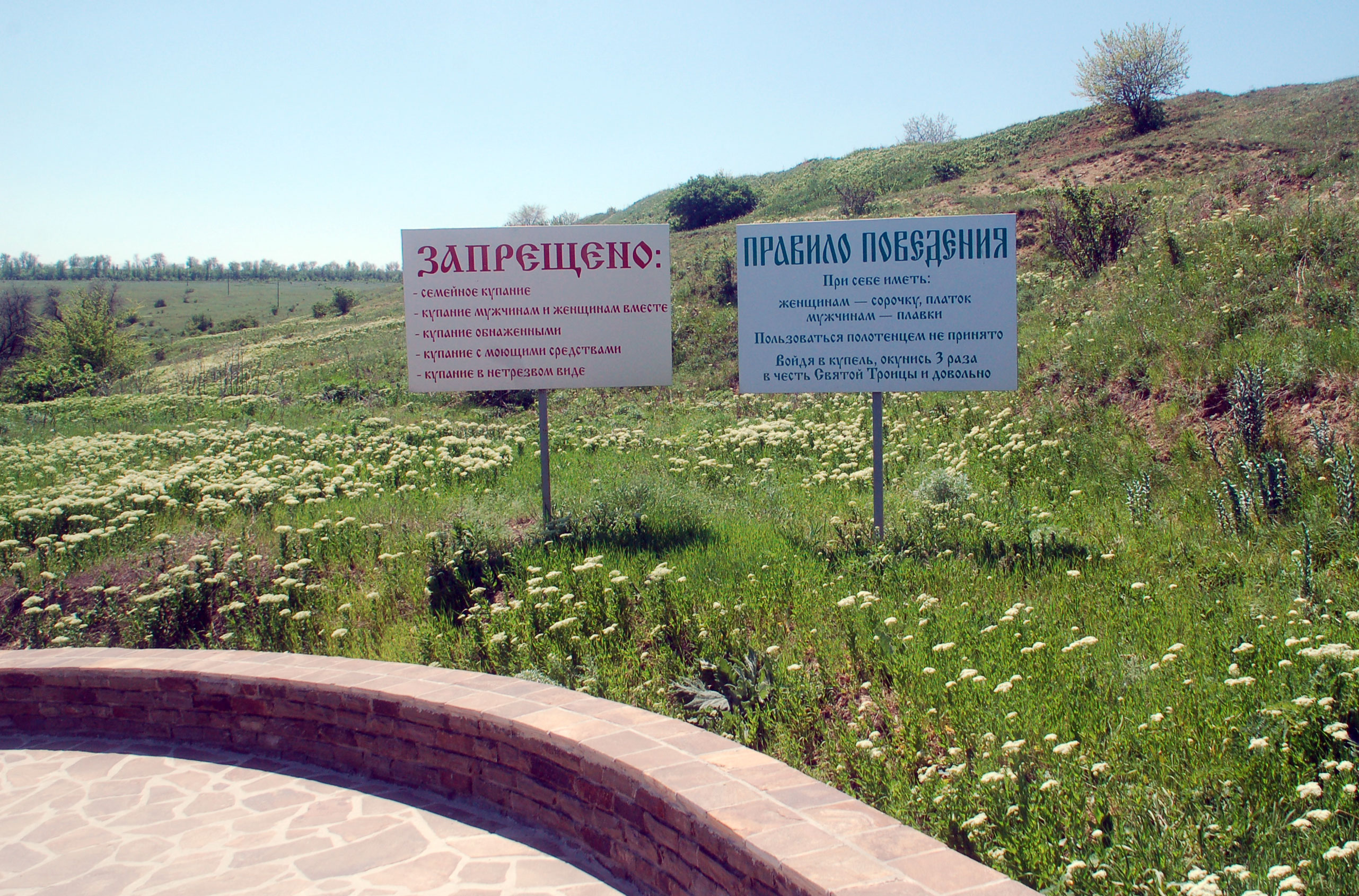
Правила поведінки

У 2010-11 роках була збудована нова кам'яна крита купальня з окремими чоловічою та жіночою секціями. Тепер кожен із двох басейнів міститься у відокремлених приміщеннях, а у воду сходять дерев'яними сходами. Триває благоустрій території навколо джерела.

## Галерея

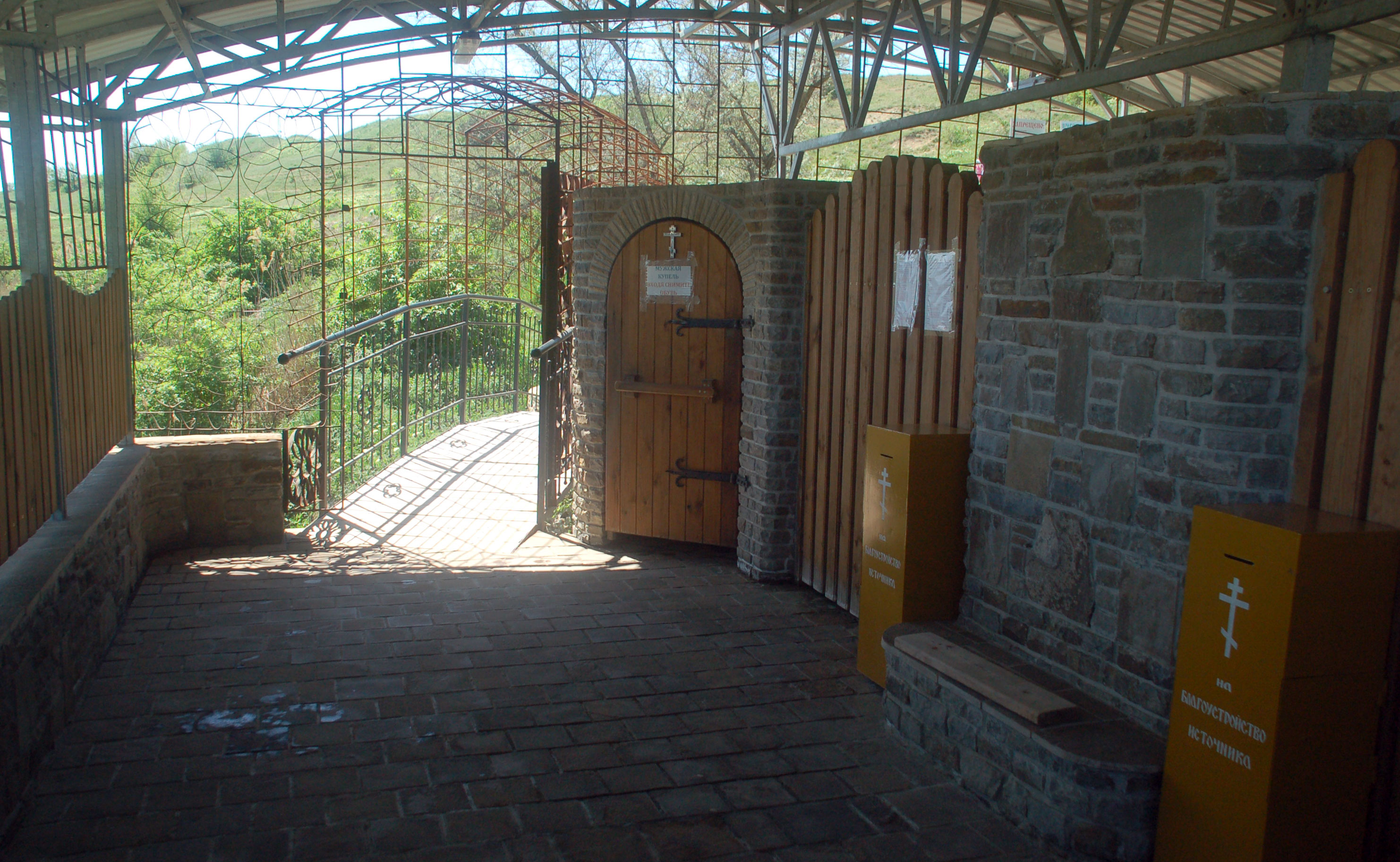
Перед купелями
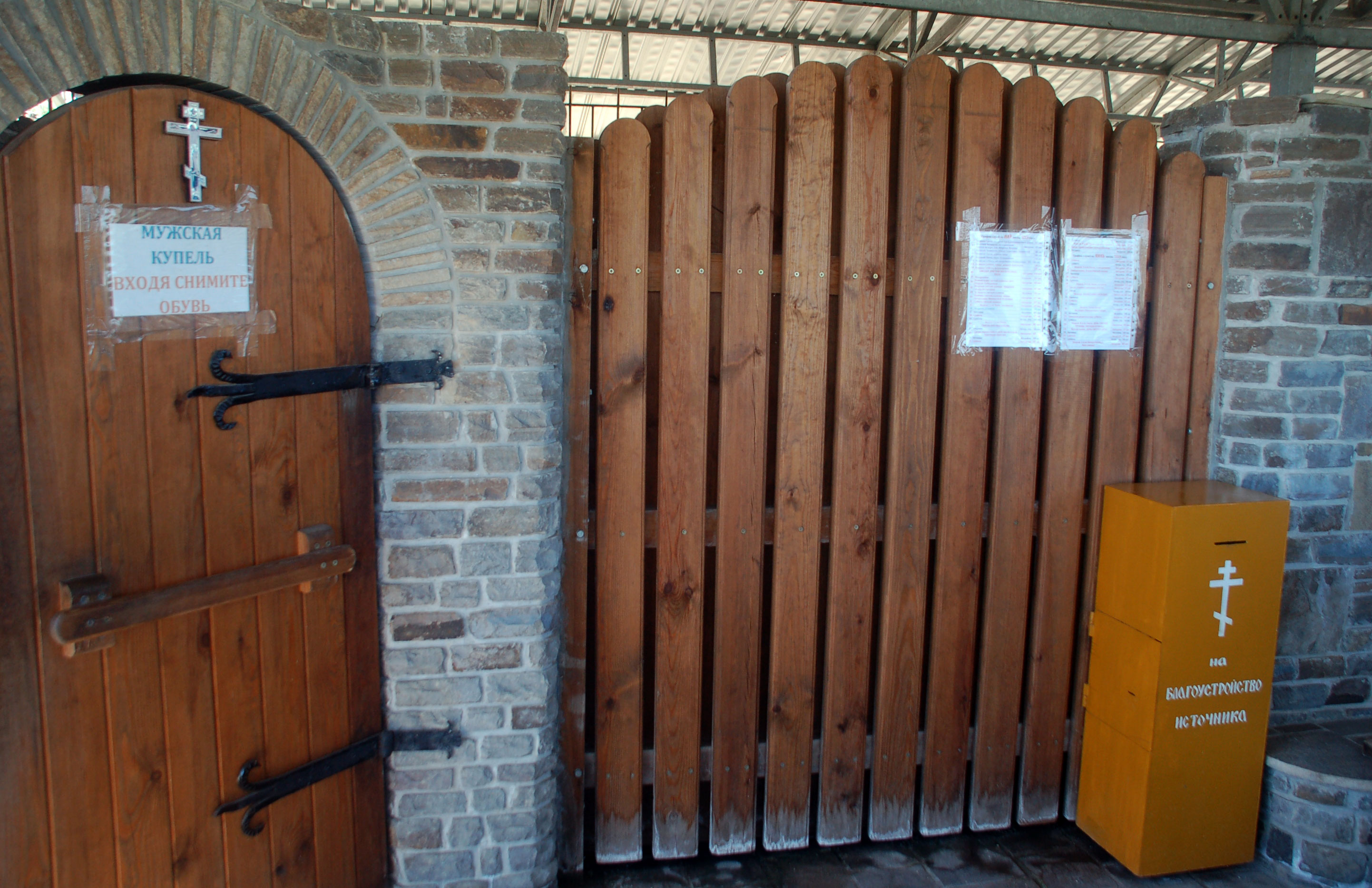
Вхід до чоловічої купелі
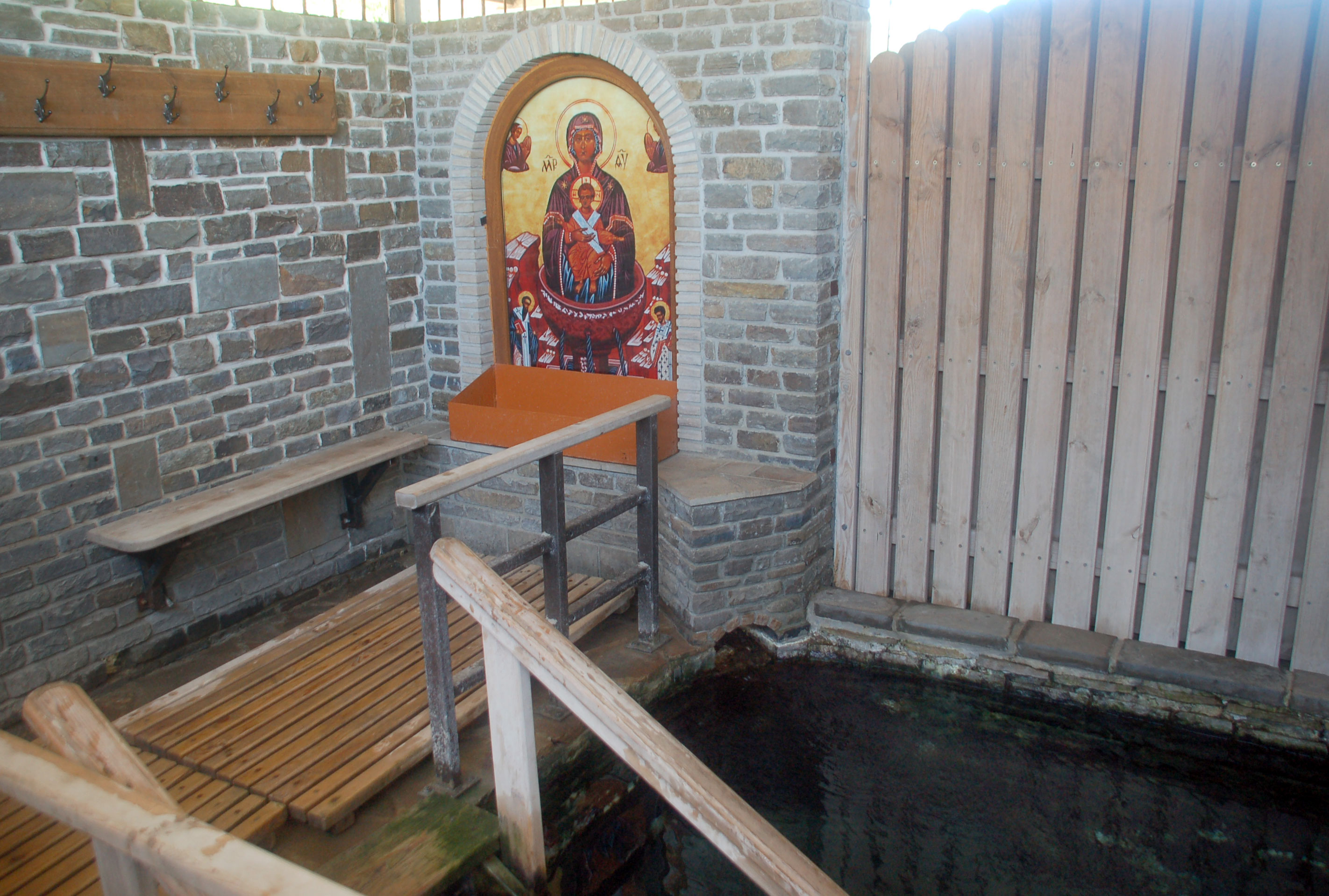
Купель
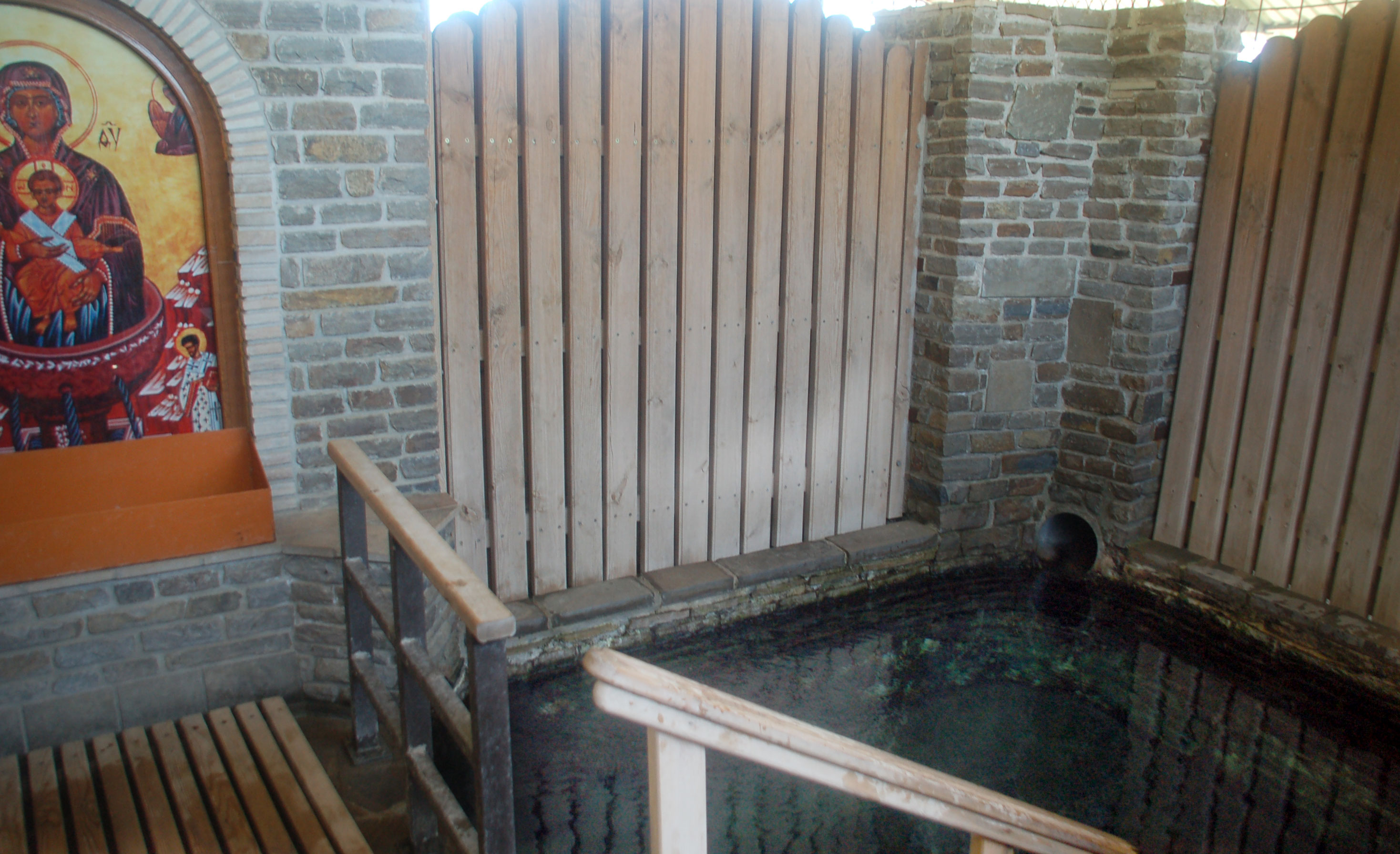
Купель
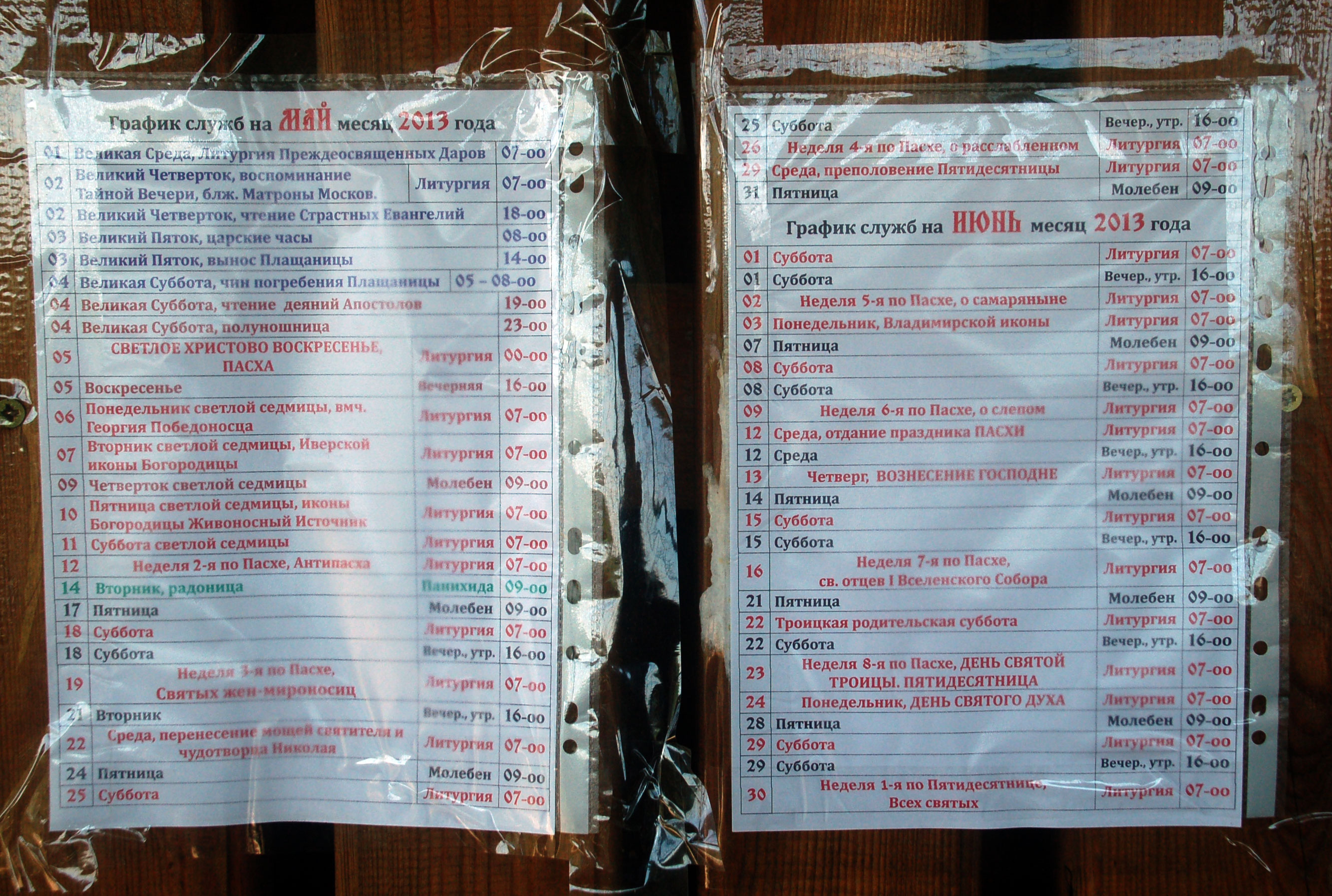
Графік служб
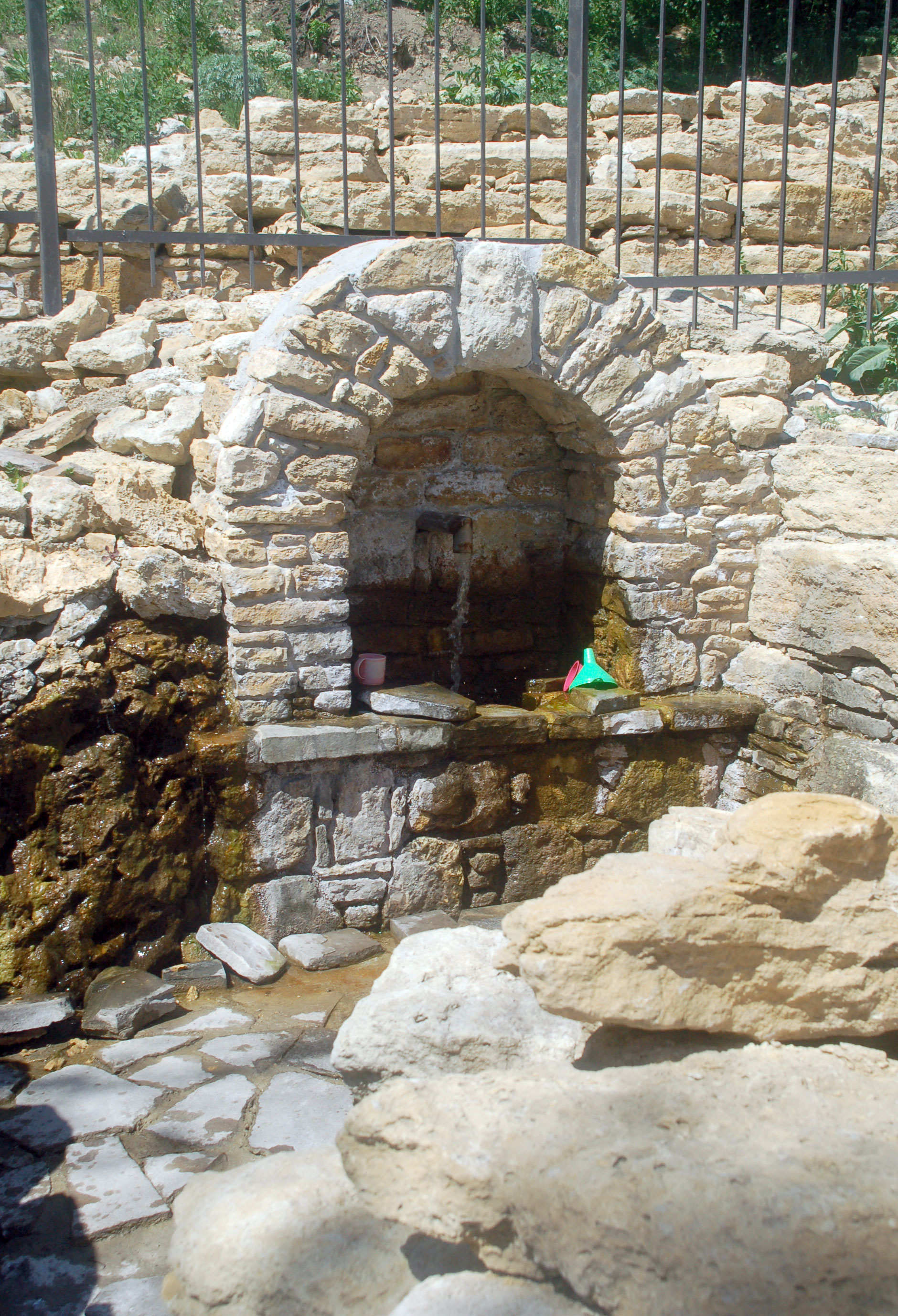
Джерело